# Анреп, Роман Романович
Роман (Раймонд) Романович Анреп (между 1786 и 1796/8 — апрель 1830) — генерал-майор, участник войны с Турцией, представитель рода Анрепов.

## Биография
Сын Романа Карловича Анрепа, брат Иосифа Анрепа-Эльмпта. В Российской родословной книге потомство не указано.
Поручик лейб-гвардии Гусарского полка, корнет (1812), офицер Белгородского уланского полка.
Был в чине штабс-ротмистра, 12 декабря 1817 года получил звание флигель-адъютанта.
С 1826 года — полковник Оренбургского уланского полка.

Возможно, Пушкин был знаком с Анрепом со времён Царского Села, где был расквартирован в лицейские годы лейб-гвардии Гусарский полк. Об Анрепе как общем знакомом писала Пушкину Анна Вульф в письмах от 20 апреля и 2 июня 1826 года из Малинников, в этих письмах она пыталась вызвать ревность Пушкина, сравнивая его с военным: 
«…нужно сознаться, он очень красив и оригинален; я имела счастье и честь одержать над ним победу. О, этот превосходит даже и вас, чему я никогда бы не поверила, — он идет к своей цели гигантскими шагами; судите сами: я думаю, что он превосходит вас даже в дерзости…» 
Командовал уланским полком во время русско-турецкой войны 1828—1829 гг.
За отличия 18 июля 1828 г при атаке под крепостью Карсом и 9 августа 1828 г при взятии крепости Ахалцых был награждён орденом Св. Георгия 4-й степени (полковник; № 4244; 1 января 1829).
За отличие при осаде и взятии крепости Карса: 5 января, будучи поставлен на правом фланге с дивизионом улан для удержания неприятельской кавалерии, дабы дать время драгунам опрокинуть другую часть кавалерии, зашедшую им во фланг, — он с примерным мужеством и распорядительностию ударил с эскадроном Борисоглебского полка на неприятеля в ту минуту, когда сей готовился напасть на него, опрокинул его, несмотря на чрезмерную несоразмерность сил и тем способствовал разбитию турок. Вообще храбростию и мужеством полковник Анреп заслуживает внимание начальства. 1 января 1829 года.
В 1829 году состоял полковником и командиром Белгородского Уланского полка, в том же году — полковник, командир Сводного уланского полка.
H. H. Муравьев в своих записках пишет: «[Сводным уланским полком] командовал полковник Анреп, человек молодой, с образованием, но без видных способностей и мало знавший службу. Анрепа имели причины полагать у нас наушником у Паскевича, и он, кажется, в самом деле занимался сим ремеслом, почему и мало кто с ним знался. Он имел припадки сумасшествия и по нескольку дней не мог никуда показываться; впрочем, в нём не признавали обширного ума и тогда, когда он не лишался оного».
Пушкин упоминает Романа у Гассан-Кале в июне-июле в своем «Путешествии в Арзрум во время похода 1829 года», рассказывая, как тот осрамился перед Раевским и, возможно, по мнению комментатора В. Д. Рака, намекая на его душевную болезнь. Его брат Иосиф Анреп также заслужил эпитеты «помешанный», «полусумасшедший», но уже в 1840-е годы.
С 1 января 1830 года Роман Анреп — генерал-майор.

### Смерть «в луже»
По некоторым указаниям, Роман Анреп погиб в период военных действий в Польше в 1830 годам (по другим сведениям — в 1831 году). В припадке помешательства якобы завел свой отряд в болото, где сам и утонул, возможно, в апреле. (При этом Польское восстание началось только в ноябре 1830 года, и в его подавлении принимал участие Иосиф, а не Роман, что возможно и вызвало очередную путаницу).
Н. Н. Муравьев сообщает, что Роман Анреп умер не на войне: «По окончании Турецкой войны он был произведен в генерал-майоры и уехал в отпуск. На обратном пути, едучи из Москвы, около Серпухова, с ним сделался припадок сумасшествия; он ушел от станции пешком в сторону, оставя экипаж свой и людей, пришел в деревню, взял подводу, подъехал к болоту, оставил оную и один ушел в топь, где его и нашли через два дня по пояс в воде, опершегося на кочку и едва подающего признаки жизни. Его повезли обратно в Москву, но не доезжая города он умер…».
Гибель Анрепа помогла пушкинистам (цитата из Муравьева опубликована Модзалевским в 1926 году, см. также комментарии Цявловской к изд. 1959). Считалось, что стихотворение А. С. Пушкина «Дорожные жалобы», датированное им «4 октября» (без года), написано в 1829 году, тем более что сам поэт пометил в печати стихотворение именно этим годом. Возможно, пишут в своих комментариях В. И. Порудоминский и Н. Я. Эйдельман, первые черновые строки действительно появились тогда. Однако Пушкин, переделывая стихи набело, после строчки «где-нибудь в карантине» начал «иль как Анреп в вешней луже (потом „в скрытой луже“) захлебнулся я в грязи…». В итоговую версию строки не вошли. Дата смерти генерала позволила передатировать стихотворение 1830-м годом, первой болдинской осенью. Поскольку в стихотворении употребляются слова «невеста» и «карантин», а также из-за его общего настроения, оно датируется именно 1830 годом, а не следующим 1831, что, в свою очередь, опровергает гибель Анрепа в 1831 году.

Затем Пушкин упоминает его в письме к жене от 20 августе 1833 года, опять вспоминая о колоритной смерти: 
«Ямщики закладывают коляску шестерней, стращая меня грязными, проселочными дорогами. Коли не утону в луже, подобно Анрепу, буду писать тебе из Яропольца».